# Maraska
 Ovo je glavno značenje pojma Maraska. Za istoimenu zadarsku tvrtku pogledajte Maraska (tvrtka).
Maraska ili maraška (Prunus cerasus var. marasca) je stara hrvatska autohtona sorta ili podvrsta višnje najviše rasprostranjena u Dalmaciji. Maraska ima snažnu aromu i odličnu kakvoću plodova, te je od osobite vrijednosti u likerskoj industriji.
Neki raniji izvori vodili su je kao posebnu vrstu Prunus marasca (Host) Rchb. i Prunus vulgaris Schur i Cerasus marasca Host, ili kao podvrstu višnje Prunus cerasus var. marasca (Rchb.) Fiori.

## Povijest
Višnja maraska je poznata kultura Dalmacije još od 16. stoljeća, od kada datira i proizvodnja njezina glavnog proizvoda – likera Maraschino. Uzgoj maraske ograničen je na dio područja sjeverne i srednje Dalmacije. To se područje prostire od Zadra do Makarske, zahvaća otočni dio i sjeverni dio Benkovca, Drniša, Sinja i Imotskog. U Dalmaciji se proizvodi višnja maraska, koja se odlikuje posebnom kakvoćom. Sve do 1971. godine u Dalmaciji se proizvodilo više od 12 000 t, a danas je proizvodnja niža od 3 000 t. Iz pada proizvodnje, uz ostale čimbenike, jasno je vidljiv odnos prerađivača i trgovaca prema proizvođačima. Prednost u uzgoju višnje,osim naših ekoloških i prerađivačkih kapaciteta, i u tome je što višnja za razliku od većine ostalih vrsta voća prije zriobe stvara abscinisko tkivo između ploda i peteljke. Time se smanjuje sila držanja između ploda i peteljke i omogućuje mehanizirana berba tresačima. Berba višnje tako je potpuno mehanizirana, pa je to i jedan od razloga što u planiranju i projektiranju nasada treba pristupiti sasvim novom načinu plantažne proizvodnje, tj. ujedinjavanju manjih proizvođača i zajedničkoj nabavi strojeva za berbu i pakiranje. Uz povoljne ekološke uvjete, odgovarajuće primjene agrotehničkih mjera, te zakonske zaštite i stimuliranje ove specifične proizvodnje, osigurat će potrebne preduvjete da proizvodnja maraske postane ekonomski i gospodarski značajna.
Razdoblje od 1955. do 1974. zabilježavamo kao razdoblje velikog gospodarskog interesa za marasku. Broj stabala je od 530 000 povećan na 1, 000 000, a proizvodnja od 3000 t na 9000 t. Rekordna godina bila je 1975. godine kada je proizvedeno 12 510 t. Uzrok stagnacije i opadanja proizvodnje nakon tih godina su niske otkupne cijene, veliki i skup udio ljudskog rada u berbi i neadekvatna visina proizvodnje. Nedovoljna proizvodnja je pak posljedica izostanka selekcijskog rada, vremenskih nepogoda u pojedinim godinama i slabe primjene agrotehničkih mjera u nasadima, osobito zaštite od bolesti i štetnika.
Prije Domovinskog rata u Hrvatskoj prosječna je proizvodnja maraske iznosila 4 000 do 6 000 t, a preko 90 posto proizvodnje izvozilo se u mnoge europske zemlje. Domovinski rat nanio je mnoge daljnje štete u proizvodnji maraske.
Plod maraske koristi se kao sirovina u prehrambenoj industriji, zatim za proizvodnju više vrsta likera, žestokih pića, desertnih vina, bezalkoholnih vitaminskih sirupa i koncentriranih i voćnih sokova. Također je raširena proizvodnja poluproizvoda od maraske i to destilata i alkoholiziranih, pasteriziranih i koncentriranih sokova. Maraska se koristi i za proizvodnju konzerviranog ploda u likeru, za aromatizaciju čokolade, za pripremanje kompota, želea i pekmeza i za proizvodnju prirodne boje.
Plodovi maraske u svježem ili konzerviranom stanju služe kao hrana, kao preventiva u zaštiti ljudskog organizma i kao lijek. Oni predstavljaju zdravu, aromatičnu i ukusnu, te ljekovitu hranu, a sadrže ugljične hidrate, bjelančevine, elemente kao što su kalcij, fosfor i željezo te aromatske tvari i vitamine.
Pradomovina maraske je Srednja Azija, gdje raste kao divlja. U šumama sjeverne Dalmacije, kao divlja potpuno je nestala 1901. godine. Uzgoj je povijesno ograničen na dio srednje i sjeverne Dalmacije. Godine 1977. se Vodice, Tribunj i Brela spominju kao glavna mjesta uzgoja maraske.
Hrvatska stara autohtona sorta (populacija) s arealom rasprostranjena u Dalmaciji od Zadra do Makarske uključujući i otoke Hvar i Brač (Selca, Nerežišće i Postire). Uspijeva u Vrgorcu i Dubrovniku, ali bez većeg ekonomskog značenja. Najkvalitetnije plodove i ekonomsku dobit daju nasadi u Ravnim kotarima, Hvaru, Braču i Brelima. Maraska ima snažnu aromu, odličnu kakvoću plodova osobite vrijednosti u likerskoj industriji. Takvu kakvoću plodova i maraske postižu samo od Zadra do Makarske. Naime, bilo je pokušaja da s maraska uzgaja u Italiji, Španjolskoj pa i u nas u Koprivnici, ali nigdje ne postiže kakvoću kao u Dalmaciji. Dalmacija, odnosno spomenuto proizvodno područje maraske, očito pruža toj višnji nešto posebno čega drugdje nema. U proizvodnom području Dalmacije je uz odličnu kakvoću ploda maraska redovito i obilno rodi te postiže izvrsnu cijenu.

## Botanička obilježja
Prema botaničkoj sistematici, maraska pripada redu Rosales, porodici Rosaceae i potporodici Prunoideae, a s jednako prava može ući u rod Prunus, kao vrsta Prunus cerasus L. var. marasca i rod Cerasus, kao vrsta Cerasus vulgaris Mill. var. marasca Savulescu Maraska je osrednje bujna. Marasku možemo ubrojiti u višnje malog lista, obojenog soka i mekanog mesa. Unutar populacije postoje tipovi uspravnog rasta, pendulastog rasta i različitih prijelaza između tih dvaju osnovnih tipova rasta.
Tipovi maraske razlikuju se i po genetskoj konstituciji, pa su neki tipovi autofertilni, neki djelomično autofertilni, a neki samo sterilni. Prema tome, u proizvodnji treba razmnožavati ne tipove koji daju najbolju rodnost, dobru kakvoću plodova i prikladni su za mehaniziranu berbu. Plod maraske srednje je velik i okruglastog oblika. Plodovi uglavnom dozrijevaju oko 1. srpnja. Kožica je crvene boje. Meso ploda je tamnocrveno, sočno, s izraženom aromom, slatkokiselkastog okusa i odlične kakvoće. Klima je skup vanjskih činitelja od kojih su najvažniji: svjetlost, temperatura, voda i vjetar.

## Svjetlost
Svjetlost je voćkama potrebna u procesu ishrane, zatim kao izvor topline, te rast i razvitak. Maraska kao heliofit preferira sunčane položaje. Nasade maraske je stoga potrebno podizati na položajima na kojim je intenzitet svjetlosti najjači. Najviše svjetlosti dobivaju na zaobljenim položajima i ravnim površinama, a najmanje u niskim i zatvorenim dolinama, kao i u neposrednoj blizini brjegova, masiva i velikih zgrada. Intenzitet svjetlosti veći je u blizini vodenih površina jer se svjetlost reflektira i pojačava. Zasjenjena stabla maraske ili njezini zasjenjeni dijelovi dat će osjetno manji prirod i slabiju kvalitetu plodova.

## Temperatura
Maraska može uspijevati u hladnijim podnebljima i višim nadmorskim visinama,ali tada gubi osnovna svojstva kvalitete ploda, odnosno visoki sadržaj suhih tvari i šećera, te specifičnu aromu. Najbolje uspijeva u krajevima sušeg i toplijeg podneblja. Zbog toga je maraska rasprostranjena u području Dalmacije do pretežno 200 m nadmorske visine. Srednje mjesečne temperature zraka u uzgojnom području kreću se od 13 do 18°C. Apsolutne maksimalne temperature ljeti penju se i do 40°C, a apsolutne minimalne zimi i do 18°C a sve bez posljedica na stablo maraske.

## Voda
Najpotrebnija joj je u razdoblju vegetacije od cvatnje do zriobe ploda. Ukupna količina oborina koja padne godišnje u južnim dijelovima Hrvatske uglavnom je dostatna za njezine potrebe. Navodnjavanje u odgovarajućim količinama i fazama vegetacije pozitivno utječe na prirod i kvalitetu maraske. Nedostatak vode uzrokuje slab rast nadzemnih i podzemnih dijelova, nizak prirod i sitan plod, te slabo stvaranje cvjetnih pupova za rod u idućoj godini. Za marasku je štetna i suvišna vlažnost tla koja uzrokuje ugušenje korjenova sustava.

## Vjetar
Glavni vjetrovi na uzgojnom području maraske su bura i jugo. Podizanje nasada maraske treba izbjegavati na položajima koji su izvrgnuti snažnim i izravnim udarcima bure jer u fazi cvatnje može učiniti i znatnu štetu ometanjem oplodnje i uzrokovanjem pojave posolice. Slabe bure mogu biti korisne jer pozitivno djeluju na temperaturu, relativnu vlažnost zraka, te uvjete oplodnje.
Jugo uglavnom nema štetan utjecaj na stabla maraske. Međutim jugo niske vlažnosti može biti veoma štetno u fazi cvatnje maraske jer isušuje njuške tučka i znatno pogoršava uvjete oplodnje.

## Tlo
Tlo je osnovni činitelj rasta i proizvodnje. Za proizvodnju maraske najveće značenje imaju fizikalna svojstva tla, a to su: dubina tla, mehanički sastav, struktura, kapacitet i propusnost za vodu i zrak i dr. Lakša ilovasta tla, odnosno pjeskovito-ilovasta tla najbolja su za uzgoj maraske. U tim tlima korijenov sustav maraske se snažno razvija, ta tla imaju dobru propusnost za vodu i zrak, a ipak dosta dobro drže vlagu i laka su za obradu. Povoljan supstrat za razvoj proizvodnje maraske u području Dalmacije mogu pružiti razne sistematske jedinice tala, kao braunizirane, humizirane i antropogene crvenice, smeđa karbonatna tla na krednim vapnencima i pojedina dublja na laporu itd. Ali pri tom treba voditi računa o povoljnim fizikalno-kemijskim svojstvima za svaki tip tla.
Stručno postavljeni nasadi maraske omogućavaju intenzivnu proizvodnju, tj. postizanje visoke proizvodnje i kvalitete plodova. Trebaju se podizati samo zatvoreni čisti nasadi koji mogu sadržavati različit broj stabala, ali je osnovno da imaju određene razmake između redova stabala i unutar redova te da se agrotehničke mjere mogu obavljati mehanizirano i da su osigurani pristupni putovi do nasada.
Najprije je potrebno obaviti krčenje ako se na području gdje se želi posaditi maraska nalazi šuma ili šikara. Neophodno je odstranjivanje svih dijelova vegetacije jer se osobito na korijenu razvijaju uzročnici gljivičnih bolesti, kao Amarillaria mellea i Rosellinia necatrix koje prelaze na novi nasad maraske. Preporuča se obavljanje mnogih agrotehničkih mjera i da se pričeka 2-3 godine sa sadnjom maraske osobito nakon prethodne šumske vegetacije.
U pripremi tla slijedi ravnanje, čime eliminiramo eventualne neravnine tla, ulegnuća i izbočine, jarkove, stvaramo istovjetne uvjete za nove voćne sadnice, osiguravamo ravnomjerno vlaženje i otjecanje suvišne vode i sprječavamo njezino štetno zadržavanje.
Nakon ravnanja slijedi rigolanje čija dubina za podizanje nasada maraske treba iznositi 70- 80 cm. Obavlja se tijekom ljetnih mjeseci kada visoke temperature povoljno utječu na duboku obradu tla. Pri dubokom oranju unose se u tlo organska i mineralna gnojiva i time obavlja meliorativna gnojidba koja se međutim često izostavlja zbog velikih financijskih izdataka.  Rigolanjem se stvaraju na cijeloj površini povoljni uvjeti za razvitak voćnih stabala, jer se poboljšavaju strukturna svojstva tla, prozračnost i kapacitet tla za zrak, stvaraju se povoljni odnosi zraka i vode u tlu, povećava se propusnost tla, aktivira se mikrobiološki život u tlu, te se omogućuje brz i snažan razvoj korijenova sustava.

## Sadnja
Pri određivanju razmaka sadnje potrebno je voditi računa o pojedinim čimbenicima: o što boljem osvjetljenju krošnje i razvoju korijenova sustava, o tipu maraske i uzgojnom obliku, o plodnosti tla i konfiguraciji, o što boljem korištenju tla i zračnog prostora, o što boljoj primjeni mehanizacije i agrotehničkih mjera, o životnom prostoru budućeg stabla te o pravcu redova stabala maraske.
Preporučuju se ovi razmaci: 
- na dubokim i srednje dubokim tlima 5, 5 – 6, 0 m ( između redova stabala ) 4, 0- 4, 5 m (između stabala u redu)
- na plićim tlima 5, 0- 5, 5 m ( između redova stabala) 3, 5- 4,0 (između stabala u redu).

Za podizanje nasada maraske treba upotrijebiti jednogodišnje sadnice maraske, poznatih svojstava i podrijetla. One trebaju imati dovoljno bujnu, zdravu, zrelu i ravnu stabljiku s dovoljno zdravih i razvijenih drvnih, odnosno lisnih pupova i preuranjenih mladica. Korijenov sustav treba biti dobro razvijen i zdrav, bez bilo kakvih mehaničkih oštećenja, a spojno mjesto plemke i podloge čvrsto i dobro sraslo.
Najbolje je da se sadnice maraske odmah nakon vađenja iz rasadnika, te prijevoza, pregleda i pripreme korijena, sade na stalno mjesto. Ako to nije moguće, onda sadnice treba odmah utrapiti na prikladnome mjestu u umjereno vlažnom i rahlom tlu, kako bi u svježem stanju dočekale vrijeme sadnje.
Sadnice prije sadnje treba klasirati prema bujnosti, odnosno debljini stabljike. Sadnju treba obavljati prema klasama, jer se na taj način postiže jednoličnost nasad urastu i razvoju.
Sadnja maraske u uzgojnom području može se obavljati tijekom cijeloga jesenskog i zimskog razdoblja mirovanja vegetacije tj. od sredine studenog do konca veljače. Najpovoljnije vrijeme sadnje maraske je u jesen, nakon opadanja lišća sadnica, jer je zbog aktivnosti korijena u to vrijeme omogućeno stvaranje kalusa na presjecima korijenovih žil do početka proljeća, kao i stvaranje novih sitnih žilica. Obično su jame za sadnju okrugloga ili kvadratastog oblika, dimenzija 40, 50X40 cm. Nakon otvaranja jame potrebno ju je zaprašiti sredstvima protiv štetnika, a zatim, ako nije obavljena meliorativna gnojidba, dodati mineralno gnojivo. Dodavanjem prvog sloja tla iznad mineralnog gnojiva, jama je pripremljena za sadnju.
Za razliku od duboko rigolanog tla u kojemu se otvaraju jame malih dimenzija, na terenima krša s plićim slojem sitnog tla potrebno je otvoriti jamu većih dimenzija. Jama za sadnju treba imati širinu 1,0 – 1,5 m, te dubinu od 0,8- 1,0 m.

## Sorte i podloge
Kao podloga za marasku rabi se uglavnom rašeljka ( Prunus mahaleb ). Ona dobro podnosi suha, vapnena, šljunkovita i skeletna tla. Ima vrlo dobar afinitet s maraskom. Razvija snažan, razgranat korijen, a osjetljiva je na vlažna tla i na suvišak vode u tlu. Može se rabiti i podloga višnje ( Prunus cerasus ) za uzgoj maraske na nešto vlažnijim tlima, ali na takvim tlima plodovi maraske imaju manji sadrži suhe tvari. Višnja kao podloga stvara mnogo korijenovih izdanaka.

## Njega i obrada nasada

### Obrada tla u nasadu
Obrada tla u nasadima maraske važna je agrotehnička mjera. Tlo u nasadima maraske pretežno se održava stalnom obradom.
Stalna, redovita obrada tla počinje jesenskim oranjem na uobičajenu dubinu od 15 do 20 cm. U proljeće se obavlja proljetno oranje u nasadu na dubinu 10 do 15 cm. Jesenskom i proljetnom obradom akumulira se i čuva vlaga u tlu, uništavaju korovui, popravlja struktura, kapacitet za vodu i zrak, toplotni režim tla i vodopropusnost, te mikrobiološka aktivnost.
Nakon proljetnog oranja primjenjuje se više puta tijekom vegetacije plitka obrada tzv. prašenje ili kultiviranje radi sprečavanja isparanja vlage iz tla i uništavanja korova.

## Ishrana i gnojidba
Gnojidba je jedan od najvažnijih agrotehničkih mjera u voćnom nasadu, jer osigurava ishranu voćaka radi postizanja dobrog rasta i razvoja, dobre rodnosti i kvalitete ploda.
Najvažniji hranjivi elementi, koji se u obliku gnojiva moraju dodavati voćkama, pa tako i maraski, su sljedeći: dušik, fosfor, kalij, zatim kalcij i magnezij. Ti se elementi koriste u većim količinama, pa se nazivaju makroelementi, za razliku od mikroelementa (željezo, bor, mangan, cink, bakar i dr.) koji se koriste u manjim količinamaili ih dovoljno u tlu. Potrebne mikroelemente kao ugljik, vodik i kisik biljke dobivaju iz zraka i vode.

## Rezidba
Rezidba maraske važna je agrotehnička mjera kojom se formira uzgojni oblik, održava pravilna ravnoteža između vegetativnog rasta i rodnosti i obnavljaju ili pomlađuju već iscrpljeni dijelovi krošnje. Rezidbom se omogućuje dobar prirod i dobra kvaliteta plodova te redovita rodnost. Prema životnoj dobi voćke razlikuje se rezidba mladih i rezidba rodnih voćaka. Rezidba mladih voćaka obavlja se radi formiranja uzgojnog oblika u mladenačkoj dobi voćke, tj. u fazi intenzivnog vegetativnog rasta. Rezidba rodnih voćaka obavlja se u njihovoj rodnosti zbog reguliranja vegetativnog rasta i rodnosti.

## Rezidba za formiranje krošnje
Ova rezidba obavlja se već nakon sadnje, odnosno pred kretanje vegetacije prve godine, a sastoji se u prikraćivanju sadnice na željenu visinu radi izbijanja mladica, koje će predstavljati primarne grane krošnje i samu krošnju. Za postizanje što pravilnijeg rasta izabranih primarnih (tri, rjeđe četiri) skeletnih grana kolaste krošnje (vaze) mogu se također upotrijebiti tanke drvene pritke i razno kolje, ali je najprikladnije trska trska se jednostavno postavlja, glatka je, gibanjem zbog vjetra ne izaziva oštećenje grana, može i trajnošću poslužiti svrsi i ne stvara veće financijske troškove.
Pravilnom rezidobom i snažnim rastom kolasta krošnja (vaza) marske je potpuno formirana na kraju četvrte, a najdalje pete godine nakon sadnje. Ona u tom slučaju ima dovljno svjetla i zraka, što je, uz ostale činioce, važan preduvjet za dobru, rodnost, a osobito dobru kvalitetu ploda.

### Rezidba za plod
Nakon razdoblja formiranja počinje razdoblje rodnosti, odnosno proizvodnje, u kojem se rezidbom stvara i obnavlja vegetativni prirast i rodno drvo, kako bi se stablo maraske što duže održalo u punoj i redovitoj rodnosti.
Rezidbom treba krošnji maraske osigurati prozračnost i dobro osvjetljenje, omogućiti stvaranje dovoljno vegetativnog prirasta i rodnog drveta. Kod marske je potrebana manja, laganija, ali redovita rezidba. 
U razdoblju rodnosti maraske, rezidbom se u prvom dijelu uklanjaju suhe i zakržljale grane, te grane koje se ispreplaću i smetaju jedna drugoj, osobito u unutrašnjosti krošnje. Skraćuju se, zatim, rodno drvo (rez unatrag) i uklanja izrođeno, čime se regulira rast rodnoih grana, potpomaže stvaranje cvjetnih pupova i omogućuje novi vegetativni prirast kao zamjena za izrođeno drvo.
Važno je istaknuti da stablo maraske treba redivito rezai svake godine ili ponekad svake druge, zavisno od količine vegetatinog prirasta i rodnog drveta.

## Vrijeme rezidbe
Rezidba marske obavlja se u razdoblju zimskog mirovanja, dakle u vremenu od opadanja lišća do početka kretanja vegetacije. U obalnom području uzgoja marske, u kojem su niske temperture rijetke, rezidba maraske se može obavljati gotovo u bilo koje doba tog razdoblja, zavisno od veličine nasada i broja stabla. Ali, u kontinentalnom dijelu tog područja, u kojem su temperature ispod 0°C češće ili moguće, rezidbu treba obavljati pri kraju razdoblja zimskog mirovanja, kada je opasnost niskih temperatura manja, no obavezno prije početka kretanja vegetacije. To je zato što niske temperature nepovoljno djeluju na presjeke grana nastalih rezidbom. To opet zavisi od veličine nasada i broja stabala kod kojih treba obaviti rezidbu, iako u velikim nasadima rezidba počinje rano (prosinac) i štete od niskih temperatura nisu u većoj mjeri primjećene.
Rezidba maraske se može obavljati i tijekom vegetacije. Ta tzv. zelena ili ljetna rezidba dopuna je zimskoj rezidbi, a obavlja se u cilju potpomaganja u formiranju krošnje, bržeg rasta skeletnih grana i oslabađanju unutrašnjosti krošnje od suvišnih izboja ili vodopija. Zelena rezidba vrlo je korisna za brži vegetativni rast i rodnost stabla. 
Kod pravilne i redovne zimske rezidbe maraske u punom rodu nema veće potrebe za ljetnom rezidobom.

## Bolesti

### Lisna pjegavost (Blumeriella japii, Cylindrosporium padi)
Ova bolest u pojedinim godinama čini velike štete. Najprije na listu, a zatim na plodu i peteljci, gljivica stvara male okruglaste pjege crvenkaste boje, koje se kasnije povećavaju i postaju tamnosmeđe, ponekad s crvenosmeđim obrubom. Kod jačeg napada ove bolesti lišće poprima žućkastu boju, te opada.

### Monilija (Monilia laxa)
Ova opasna gljivica uzrokuje, osobito u zatvorenim položajima i vlažnim uvjetima, sušenje cvjetova, a u kasnijem razdoblju suše se izboji, pa i dijelovi grana pa i cijele grane. Stablo maraske obično normalno cvjeta, ali nakon cvatnje, kod pojave listića i malih plodova, dolazi do njihova naglog venjenja i do sušenja napadnute grane. Zaraza nastaje u samom cvijetu, odakle se brzo širi u izboje, grančice i grane.
Bolest sušenja listova
Ova se bolest najučljivije očituje zimi. Tada na stablu maraske ostaje visiti suho lišće, često po više listova po grupi, te tako ostaju sve do proljeća. U proljeće to suho lišće, s početkom kretanja vegetacije, postupno otpada.

### Bakterioza (P. Mors prunorum)
Ova bolest uzrokuje patološke promijene na kori maraske, a očituje se u promjeni boje, laganog uzdignuća, a ispod kore u nekrotiziranom tkivu. Smatra se da je ta bakterija uzrokom bakterijskog raka koštićavih voćnih vrsta.

## Štetnici

### Žilogriz (Capnodis tenebrionis)
Ovaj štetnik odlaže jaja u blizini korijenova vrata voćke i iz njih izlaze ličinke koje čine velike štete oštećujući korijenov vrat i korijen maraske. Razvoju ovog štetnika pogoduju visoke temperature, suša i skeletno tlo.
Trešnjina muha (Rhagoletis cerasi)
Ovaj štetnik izaziva crvljivost plodova marske. Ženka se pojavljuje u svibnju i u prvoj polovici lipnja i ona ubode plodove maraske u fazi zriobe, odloži u njih svoja jaja, a iz jaja se izležu ličinke koje oštećuju i uništavaju meso ploda.

### Lisne uši (Aphis cerasi)
Od lisnih uši na maraski najviše se pojavljuje trešnjina crna lisna uš (Myzus cerasi) i izaziva na listovima njihovo kovrčanje i sisanjem usporava rast izboja.

### Crna osa trešnjarica (Caliroa limacina)
Ljeti na listovima maraske često možemo primijetiti pagusjenice crne ose trešnjarice, koje grizu pokožicu lista maraske na način da list postaje proziran.

### Crveni voćni pauk (Panonychus ulmi)
Ovaj štetnik prezimljuje kao zimsko jaje na skrovitim dijelovima krošnje voćaka. U proljeće, obično u travnju, iz jaja izlaze ličinke, koje se brzo pretvaraju u odrasle oblike. Oni legu ljetna jaja iz kojih izlaze ličinke nove generacije, te se ciklus razvoja ponavlja. Obično se razvija 8-10 generacija, a brzom razvoju pogodujhe toplo i suho vrijeme.

## Berba
Berba se obavlja u fazi tehnološke zrelosti, u kojoj se postiže najbolja kvaliteta plodova, odnosno aroma, harmoničnost, okus, boja i hranjiva vrijednost. Vrijeme berbe plodova maraske ovisilo je u najvećoj mjer o namjeni maraske u procesu prerade, a sadržaj suhih tvari u plodu bio je uglavnom najvažnije svojstvo. Povećanjem sadržaja suhih tvari iznad određene granice smanjuje se težina plodova, što proizvođaču nije išlo u prilog. Nastojala se utvrdit donja granica sadržaja suhih tvari. U Splitu se usvojila klasifikacija po kojoj se sadržaj suhih tvari od 24% i iznad toga tretira kao prva klasa, a sadržaj suhih tvari do 20 do 23% kao druga klasa. Plodovi, pak, maraske ispod 20% suhih tvari ne odgovaraju njihovim kvalitativnim svojstvima, te se ne vrednuju posebno.
Sadržaj suhih tvari u plodovima maraske pretežno se određuje prilikom berbe, te se po sadržaju suhih tvari određuje vrijeme berbe.
Berba plodova maraske ručno je spor posao zbog sitnog ploda i traži puno ručne radne snage, pa time i troškova. Da bi se ručno pobrao jedan hektar u punom rodu ( cca 500 stabala i 9.000 kg) sitnih plodova višnje maraske potrebno je 900 sati. Cijena koštanja jednog sata je 20,00 kn. Nije teško izračunati kako od ukupnog prihoda višnje maraske preko 30% otpada na trošak ručne berbe. Zbog toga treba uvoditi mehaniziranu berbu maraske putem tzv. mehaničkih tresača, a to je najlakše riješiti udruživanjem proizvođača i nabavom odgovarajućih strojeva.
Mehanizirana berba voća za preradu je u svijetu veoma razvijena. Kako posao berbe u razvijenim zemljama obavljaju strojevi pozvali smo talijane da nam prezentiraju strojnu berbu mehaničkim tresačima na višnji maraski. Oni su to i učinili i pred brojnim zainteresiranim proizvođačima, predstavnici talijanske firme „Berardinucci“ iz Canosa Sannita prezentirali su u Škabrnji univerzalni stroj za berbu višnje maraske, maslina, bajama, šljive i svih drugih voćnih vrsta koje su namijenjene preradi mehaničkom trešnjom debla. Plodovi višnje maraske trešnjom debla padaju na samohodne okvire stroja s platnom smještenim ispod krošnji stabala. Strojna berba tresačem jednog stabla traje jednu minutu,a učinak jednog stroja je 40-50 stabala na sat, što znači da obzirom na broj stabala po hektaru jedan stroj može za 10 sati rada pobrati 0,9 do 1,0 ha. Cijena stroja je oko 24 tisuće EU.Ovakvi strojevi su više nego poželjni na našem području i dobro bi bilo da postoji mogućnost iz usluge koristiti ovakve strojeve poglavito kada se radi o višenamjenskim strojevima koji mogu brati uz višnju marasku i najrašireniju kulturu u našoj županiji - maslinu. Desetak strojeva riješilo bi berbu višnje maraske za dvadesetak dana na području naše županije na veliko zadovoljstvo proizvođača ove autohtone i cijenjene voćne vrste.
S razvojem proizvodnje maraske u Dalmaciji treba koristiti odgovarajuće tresače prilagođene ekološkim, posjedovnim i organizacijskim uvjetima područja, jer je ručna berba veoma skupa agrotehnička mjera, koja u velikoj mjeri utječe na ekonomičnosti rentabilnost proizvodnje. Smanjeni troškovi proizvodnje maraske jedan je od glavnih uvjeta njezina daljnjeg razvoja.